# Eupithecia shikokuensis
Eupithecia shikokuensis là một loài bướm đêm trong họ Geometridae.